# Максі Ніл
Максі Ніл (англ. Maxi Nil; нар. 4 червня 1981, Афіни, Греція) — грецька вокалістка, автор-виконавець та музикант. Найбільше відома як колишня вокалістка австрійського симфо-павер-гурту Visions of Atlantis (2009-2013).

## Життєпис

### Раннє життя
Максі Ніл народилася 4 червня 1981 у грецькій столиці Афінах.

## Дискографія

### Elysion
Демо:
- Demo (2007)

### Visions of Atlantis
Альбоми:
- Delta (2011)
- Ethera (2013)

Міні-альбоми:
- Maria Magdalena EP (2011)

### Eve's Apple
Збірки:
- Siren's Garden (2012) (трек 12: "Cave Behind the Waterfall")

### Jaded Star
Альбоми:
- Memories from the Future (2015)

### Співпраці
- 2012: Rest in Keys (Bob Katsionis) (вокал у пісні "Another World")
- 2012: The Bivouac (Vexillum) (додатковий вокал у пісні "The Oak and Lady Flame")